# Coupe des nations de rink hockey 1953
Navigation
Coupe des nations 1952 Coupe des nations 1954
La Coupe des nations de rink hockey 1953 est la 27e édition de la compétition. La coupe se déroule en avril 1953 à Montreux.

## Déroulement
La compétition se compose d'un championnat à 8 équipes. Chaque équipes rencontrant les sept autres une seule fois.

## Résultats
|    | Équipes     | Pts | J | G | N | P | BP | BC | Diff |
| -- | ----------- | --- | - | - | - | - | -- | -- | ---- |
| 1º | RCD Español | 19  | 7 | 6 | 0 | 1 | 35 | 14 | 21   |
| 2º | Portugal    | 17  | 7 | 5 | 0 | 2 | 32 | 9  | 23   |
| 3º | Italie B    | 17  | 7 | 5 | 0 | 2 | 32 | 17 | 15   |
| 4º | Montreux HC | 16  | 7 | 4 | 1 | 2 | 23 | 19 | 4    |
| 5º | Angleterre  | 14  | 7 | 3 | 1 | 3 | 22 | 19 | 3    |
| 6º | Allemagne   | 13  | 7 | 3 | 0 | 4 | 17 | 24 | -7   |
| 7º | Belgique    | 9   | 7 | 1 | 0 | 6 | 24 | 49 | -25  |
| 8º | France      | 7   | 7 | 0 | 0 | 7 | 13 | 47 | -34  |

|             |  | Allemagne | Belgique | France |      | Italie | Portugal | Angleterre |
| ----------- |  | --------- | -------- | ------ | ---- | ------ | -------- | ---------- |
| Montreux HC |  | 2-0       | 5-4      | 4-2    | 4-5  | 4-5    | 1-0      | 3-3        |
| Allemagne   |  |           | 5-3      | 6-3    | 0-3  | 2-4    | 0-7      | 4-2        |
| Belgique    |  |           |          | 10-3   | 0-9  | 3-12   | 1-10     | 3-5        |
| France      |  |           |          |        | 1-10 | 1-5    | 1-7      | 1-5        |
| RCD Español |  |           |          |        |      | 2-1    | 2-4      | 4-3        |
| Italie B    |  |           |          |        |      |        | 3-2      | 2-3        |
| Portugal    |  |           |          |        |      |        |          | 2-1        |
| Angleterre  |  |           |          |        |      |        |          |            |

## Classement final
| Place | Équipe      |
| ----- | ----------- |
|       | RCD Español |
|       | Portugal    |
|       | Italie B    |
| 4     | Montreux HC |
| 5     | Angleterre  |
| 6     | Allemagne   |
| 7     | Belgique    |
| 8     | France      |

| Vainqueur du tournoi de Montreux 1953 |
| ------------------------------------- |
| RCD Espagnol 1°                       |